# Agathis glyphodis
Agathis glyphodis är en stekelart som först beskrevs av Nixon 1941.  Agathis glyphodis ingår i släktet Agathis och familjen bracksteklar. Inga underarter finns listade i Catalogue of Life.